# Cyclopsitta diophthalma
Il pappagallo dei fichi dagli occhiali (Cyclopsitta diophthalma ) è un uccello della famiglia degli Psittaculidi.